# Richard of the Provender (Bischof, † 1210)
Richard of the Provender II (auch de Prebenda) († Mai 1210 in Cramond) war ein schottischer Geistlicher. Ab 1203 war er Bischof von Dunkeld.
Richard gehörte wie sein namensgleicher Vorgänger Richard of the Provender († 1178) dem Haushalt von König Wilhelm I. an. Dabei gehörte er im Juli 1181 zum Gefolge des Königs, als dieser aus der Normandie nach Schottland zurückkehrte. An der englisch-schottischen Grenze traf der König auf John the Scot, der mit dem König im Streit um das Amt des Bischofs der Diözese St Andrews lag. John the Scot exkommunizierte einen Teil des  Gefolges des Königs, darunter Richard of the Provender. Als Leiter des königlichen Haushalts hatte Richard häufig mit Kaufleuten aus Perth zu tun. Dies führte vielleicht dazu, dass eine Nichte von ihm einen Bürger aus Perth heiratete. 1203 wurde Richard zum Bischof der Diözese Dunkeld gewählt. 1205 musste eine geistliche Gerichtskommission einen Streit zwischen Richard und dem Prior der Kathedrale von St Andrews über die Einkünfte der Pfarrei Meigle schlichten. Richard wurde im Kloster auf der Insel Inchcolm beigesetzt.